# 二锡酸镝
二锡酸镝是一种无机化合物，化学式为Dy2Sn2O7。它可由氧化镝和二氧化锡反应制得。
它和二钛酸镝和二锡酸钬一样，是一种自旋冰材料。2009年，在低温和高磁场下观察到了其类似于磁单极子的準粒子。